# بازی (فیلم ۱۹۷۰)
«بازی» (انگلیسی: The Games (film)) یک فیلم به کارگردانی مایکل وینر است که در سال ۱۹۷۰ منتشر شد.

## بازیگران
- مایکل کراوفورد
- رایان اونیل
- شارل آزناوور
- استنلی بیکر
- کنت اسمیت
- سام الیوت